# Wieger Sietsma
Wieger Martin Frisco Sietsma (Groningen, Netherlands em 11 de julho de 1995) é um ex- futebolista profissional holandês nascido na cidade de Groninger que atuou como goleiro no Hoàng Anh Gia Lai, Milton Keynes Dons, FC Emmen e SC Heerenveen .

## Carreira no clube

### FC Emmen
Ele fez sua estreia profissional na Eerste Divisie pelo FC Emmen em 9 de setembro de 2016, em um jogo contra o Helmond Sport.

### Milton Keynes Dons
Em 7 de julho de 2017, Sietsma se juntou ao clube Milton Keynes Dons da League One por transferência gratuita, assinando um contrato de dois anos com opção de mais um ano.
Após a lesão do goleiro titular Lee Nicholls, Sietsma fez sua estreia na liga pelo clube em 14 de abril de 2018, na derrota em casa por 1–2 para o Doncaster Rovers. Depois de se tornar o terceiro goleiro após a contratação de Stuart Moore, Sietsma deixou o clube por consentimento mútuo em 3 de janeiro de 2019. No total, ele fez 10 partidas em todas as competições pelo clube.

### Hoang Anh Gia Lai
Em 16 de janeiro de 2019, Sietsma se juntou ao clube Hoàng Anh Gia Lai da V.League 1 por transferência gratuita. Em setembro de 2020, ele se aposentou do futebol profissional.